# Subkhiddin Mohd Salleh
Subkhiddin Mohd Salleh, född 17 november 1966, är en malaysisk fotbollsdomare som bland annat dömt matcher i U-20 VM 2007. Han medverkade i fotbolls-VM 2010 i Sydafrika. Mohd Salleh har varit FIFA-domare sedan 2000.